# 长昂
长昂（羅馬化：Čanan，16世纪—1607年），又作专难、贵英，兀良哈氏，明代漠南蒙古朵颜卫领主。他是成吉思汗的四獒者勒蔑的后裔，朵颜卫都督花当玄孙，影克长子。
母亲在他幼年去世，他由姨母和姑母养育长大。明隆庆元年（1567年），影克联合察哈尔部，共举大军数万，攻入河北长城东段的界岭口。明军在义院口用火器击杀影克。明朝朝廷诏准，长昂袭职都督。居住在大宁城（今内蒙古宁城）一带。他娶蒙古右翼喀喇沁部领主青把都的长女为妻。后来多次和土蛮汗、速把亥、青把都等联合，袭扰明朝边境。万历三年（1575年），攻打明朝时，被戚继光击败坠马，差点被擒，其叔长秃被俘。长昂和另外两个叔叔董狐狸、兀鲁思罕经过纳马钻刀立誓，才使得长秃获释。万历十一年（1583年），内喀尔喀领主卜言把都儿为父亲速把亥复仇，他协同共率领三万余人攻打明朝，被李平胡击退。妻子东桂死，又强占已嫁土蛮汗的青把都的二女儿，即东桂之妹，于是和土蛮汗结仇。万历十九年（1591年），被土蛮汗和明军合击。万历二十九年（1601年），明朝许可他恢复木市，向明朝买东北的木材。万历三十四年（1606年），拥兵至山海关前。不久，在打猎时坠马死，朵颜卫也随之衰落。其后代被清朝封为喀喇沁扎萨克杜棱郡王。

### 文献
- 《明史·外国传九·朵顏福余泰寧》
- 《蒙古黄金史》